# Ljudinowo
Ljudinowo (russisch Людиново) ist eine Stadt in der Oblast Kaluga (Russland) mit 40.530 Einwohnern (Stand 14. Oktober 2010).

## Geografie
Die Stadt liegt etwa 180 km südwestlich der Oblasthauptstadt Kaluga am hier zum Ljudinowoer Talsperre aufgestauten Flüsschen Nepolot, unweit dessen Mündung in die Bolwa im Flusssystem des Dnepr.
Ljudinowo ist der Oblast administrativ direkt unterstellt und zugleich Verwaltungszentrum des gleichnamigen Rajons.

## Geschichte
Ein Dorf Ljudinowo wurde erstmals 1626 urkundlich erwähnt.
Zu Beginn des 18. Jahrhunderts ließ der Industrielle Jewdokim Demidow aus dem Ural am Fluss Nepolot zwei Staudämme sowie eine Eisengießerei errichten die 1738 den Betrieb aufnahm. 1745 kam ein weiteres Eisenwerk hinzu.
1820 kaufte der Industrielle Malzow die Werke, 1841 begann die Produktion von Eisenbahnschienen, nach dem Krimkrieg entstanden hier 1857 bis 1858 kleinere Schiffe für die Schwarzmeerkriegsflotte sowie Flussschiffe, 1879 eine erste Güterzugdampflokomotive.
1925 erhielt Ljudinowo den Status einer Siedlung städtischen Typs, und 1938 wurden die Stadtrechte verliehen. 
Im Zweiten Weltkrieg wurde Ljudinowo am 4. Oktober 1941 von der deutschen Wehrmacht besetzt. Am 9. Januar 1942 wurde die Stadt von der Westfront der Roten Armee im Rahmen der Rschew-Wjasma-Operation vorübergehend zurückerobert, bevor sie am 17. Januar 1942 erneut in deutsche Hand fiel. Am 9. September 1943 erfolgte die endgültige Einnahme durch die sowjetische Brjansker Front während des Vorrückens auf Brjansk.
Um 1950 wurde die einige Kilometer südlich gelegene Arbeitersiedlung Sukreml (Сукремль; Siedlung städtischen Typs seit 1929) eingemeindet.

### Bevölkerungsentwicklung
| Jahr | Einwohner | Bemerkung                                                    |
| ---- | --------- | ------------------------------------------------------------ |
| 1897 | 12.000    |                                                              |
| 1939 | 17.581    | sowie Arbeitersiedlung Sukreml (3.277; eingemeindet um 1950) |
| 1959 | 26.433    |                                                              |
| 1970 | 33.871    |                                                              |
| 1979 | 39.812    |                                                              |
| 1989 | 43.696    |                                                              |
| 2002 | 41.829    |                                                              |
| 2010 | 40.530    |                                                              |

Anmerkung: Volkszählungsdaten (1897 gerundet)

## Kultur und Sehenswürdigkeiten

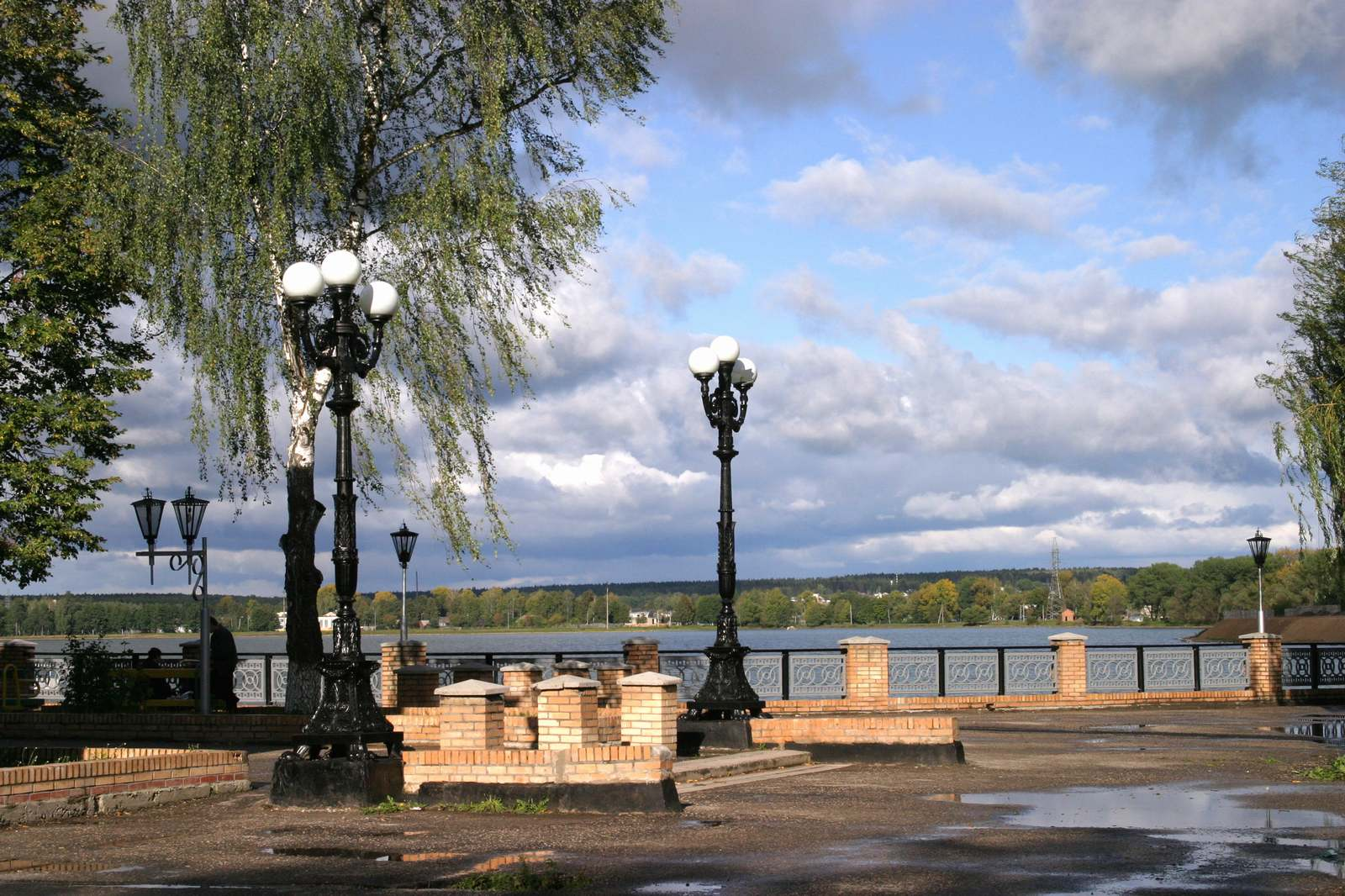
Uferpromenade in Ljudinowo

In der Stadt sind die Sergius-von-Radonesch-Kirche (церковь Сергия Радонежского/zerkow Sergija Radoneschskogo) von Ende des 19. Jahrhunderts, der Glockenturm der Dreifaltigkeitskirche (Троицкая церковь/Troizkaja zerkow) von 1836, der Paraskewa-Pjatniza-Kirche (церковь Параскевы Пятницы) aus der Mitte des 19. Jahrhunderts sowie weitere Kirchen erhalten.

## Wirtschaft und Infrastruktur
Wichtigstes Unternehmen der Stadt ist ein Werk für Diesellokomotiven, welches ab den 1930er Jahren auf Basis des alten Eisenwerkes und der späteren Dampflokomotivfabrik entstand. Daneben gibt es weitere Betriebe des Maschinenbaus (Hydraulik- und Pneumatikausrüstungen, Werkzeugmaschinen), der Textil-, Möbel- und Lebensmittelindustrie sowie eine Kunststofffabrik.
Die Stadt liegt an der 1934 eröffneten Eisenbahnstrecke Wjasma–Brjansk. Eine Schmalspurbahn, die sogenannte Malzowbahn von Brjansk, existierte bereits seit dem 19. Jahrhundert.
Durch Ljudinowo führt die Regionalstraße R68 Brjansk–Djatkowo–Ljudinowo–Kirow (weiter bis Anschluss an Fernstraße A130), von welcher hier eine Querverbindung zur Fernstraße M3 bei Schisdra abzweigt.